# Scuola del Redentore
La Scuola del Redentore o Oratorio del Redentore è un edificio di origine medievale che si innalza -annesso alla settecentesca chiesa di Santa Croce- nel Borgo Santacroce ora via Vittorio Emanuele a Padova. Era sino al 1810 utilizzato per scopi religiosi, sede della fraglia (confraternita) del Redentore, oggi è pertinenza della parrocchia di Santa Croce.

## Storia
L'edificio fu costruito verso il 1400 e fu affrescato nel corso del secolo successivo, come riportato su una lapide posta sopra il portone d'ingresso. La scuola era la sede della Confraternita del Corpo di Cristo di Santa Croce detta del Redentore, una confraternita religiosa nata verso la fine del XV secolo, come molte altre presenti al tempo nel territorio padovano. Uno degli scopi principali della Confraternita o Fraglia, oltre a dare assistenza spirituale e materiale ai poveri, era la conservazione di un frammento della Vera Croce ritrovata da Sant'Elena contenuta in una preziosa teca gotica, oggi conservata nel tesoro della chiesa di Santa Croce.
Dopo il 1810, causa i decreti napoleonici le Confraternite religiose furono abolite e l'edificio fu utilizzato per scopi diversi dalla parrocchia di Santa Croce che ne era intanto divenuta proprietaria. Utilizzato come sala cinematografica durante il Novecento, è stato negli ultimi anni oggetto di restauro. Oggi è ancora pertinente alla parrocchia di Santa Croce.

## Interno
Al suo interno le pareti recano una decorazione ad affresco realizzata da Gerolamo del Santo sul tema dei Misteri della Passione di Cristo chiaramente ispirati dalla presenza in Veneto di Albrecht Dürer. Gli affreschi che raffigurano i Santi protettori sono invece opera precedente di Domenico Campagnola. Interessante la raffigurazione dei quattro Santi protettori di Padova: il San Daniele reca il modellino turrito della città.

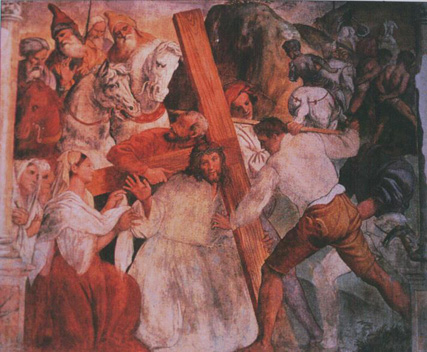
Cristo cade sotto la croce.

- Dipinti presenti sulla parete orientale:
  - Ultima cena;
  - Cristo davanti al Sinedrio, completamente perduta tranne due pilastri, che ne delimitavano la scena, e tre figure umane;
  - Preghiera nell'orto;
  - Bacio di Giuda, parzialmente danneggiato dopo l'apertura di una finestra nel corso dell'Ottocento;
  - Cristo davanti a Caifa;
  - Sacrificio di Isacco, allusione al sacrificio di Cristo.
- Dipinti sulla parete meridionale:
  - Santa Giustina e san Prosdocimo, protettori di Padova;
  - Sant'Antonio e san Daniele, protettori di Padova.
- Dipinti sulla parete occidentale
  - Cristo davanti a Pilato;
  - Cristo incoronato di spine;
  - Cristo cade sotto la croce;
  - Cristo inchiodato alla croce;
  - Crocifissione;
  - Deposizione dalla croce;
  - Deposizione nel sepolcro.